# レッスルマニア35
レッスルマニア35（WrestleMania 35）はWWEが主催するペイ・パー・ビューイベント、かつ年間最大で世界最大のプロレスイベントレッスルマニアの第35回大会。2019年4月7日にニュージャージー州イーストラザフォードのメットライフ・スタジアムで開催された。

## 概要

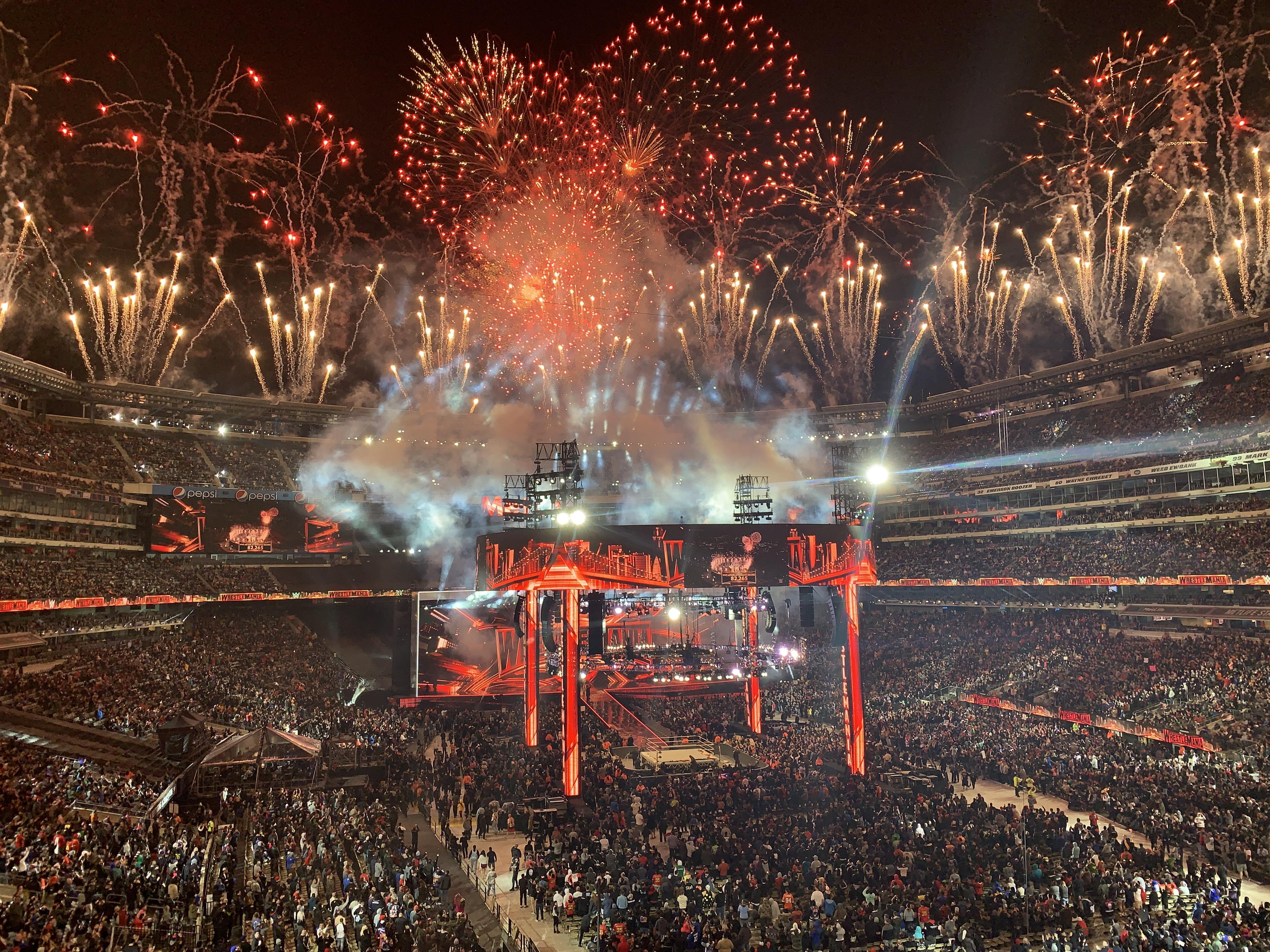
レッスルマニアフィナーレの花火

開催地は2018年3月15日に発表された。本興行はロウとスマックダウンの合同であり、WWEの旗艦イベント。同地での開催は2013年のレッスルマニア29以来6年ぶり。ニュージャージーでの開催は4回目（IV、V、29）。ニューヨーク都市圏では6度目（I、2、X、XX、29）。

### 背景
本大会では3月4日放送の『ロウ』でNBC『サタデー・ナイト・ライブ』のコリン・ジョストとマイケル・チェを特派員に任命。翌週のロウでアレクサ・ブリスが司会進行を務めると発表された。

## 大会までのあらすじ

### メインイベント
1月のロイヤルランブルの女子ロイヤルランブル戦で優勝したベッキー・リンチは28日の『ロウ』でロウ女子王者ロンダ・ラウジーとの対戦を選択。ベッキーは2018年12月16日のTLCでのメインイベントであるスマックダウン女子王座トリプルスレットTLC戦でアスカに王座を奪われ、2019年1月27日ロイヤルランブルでの王座戦でも敗退、王座を奪還できなかったが同日に行われた直後のロイヤルランブル戦でラナに代わって28番目に登場しそのまま優勝した。しかし2月4日放送では、ステファニー・マクマホンが診断書提示を要求したもののベッキーは拒否し、直後にステファニーを襲撃。その結果ベッキーは無期限出場停止処分を課される事となった。翌週のロウでビンス・マクマホンCEOが登場し、ベッキーに対してレッスルマニアを含む60日間の出場停止処分を命し、代わりにシャーロット・フレアーがロウ女子王座戦に出場することが発表された。しかし3月4日放送『ロウ』で、ベッキーの出場停止を解除。3.10ファスト・レーンでシャーロットと対戦。勝利すればレッスルマニアでラウジー、シャーロットとのトリプルスレットでのロウ女子王座戦に挑むことになっていた。その結果、シャーロットが反則負けを喫したことにより正式に本大会でのトリプルスレット戦での開催が決定した。同月25日『ロウ』でラウジーが本大会のメインイベントをロウ女子王座戦を行うと発表。翌日『スマックダウン』でシャーロットがアスカが保持するスマックダウン女子王座戦を電撃に実施。シャーロットが新王者となり、このため、ロウ女子王座戦は事実上統一女子王座戦となった。4月1日『ロウ』でステファニーが勝者にロウ・スマックダウン両王座のベルトを獲得する勝者総取りにすると発表。

### 世界選手権試合
一方男子ロイヤルランブル戦を制したセス・ロリンズは28日の『ロウ』で、ユニバーサル王者ブロック・レスナーとの対戦を選択。
WWE王座戦は2月12日の『スマックダウン』で2.17エリミネーション・チェンパーでのガントレットマッチでのWWE王座次期挑戦者決定戦でコフィ・キングストンがダニエル・ブライアンが保持するエリミネーション・チェンパー形式のWWE王座戦の挑戦権を獲得した。しかしECでコフィはダニエルの前で敗れ、3.10ファスト・レーンでシングルでのWWE王座戦が組まれる予定だった。しかし2月26日『スマックダウン』でビンスCEOが登場し、電撃的にケビン・オーエンズを挑戦者に指名される。オーエンズはファスト・レーンでもダニエルの前に散り、3月12日『スマックダウン』でビンスCEOがコフィがWWE王座の挑戦のチャンスが与えられ、翌週、ガントレットマッチを実施。最後まで勝ち残り、翌週の放送では、エグザビアー・ウッズ & ビッグEとのタッグチームガントレットマッチでも勝利し、コフィがダニエルが持つWWE王座戦に挑むことになった。

### その他の試合
2月17日のエリミネーション・チェンバーで戸澤陽を下し防衛に成功したバディ・マーフィーはクルーザー級王座次期挑戦者決定戦を2日後の205 Liveでトーナメント戦を実施し、レッスルマニアで王座戦を行うとドレイク・マーベリックGMが発表。1回戦でトニー・ニース、ドリュー・グラック、オニー・ローキャン、セドリック・アレクサンダーが準決勝に進出した。3月19日放送でトニー・ニースがマーフィーが保持するクルーザー級王座戦の挑戦権を獲得した。
2018年10月に放送の『スマックダウン1000』でエボリューションの一員としてゲスト登場したバティスタが2019年2月25日『ロウ』でのリック・フレアー70歳生誕祭でフレアーを襲撃し、トリプルHを挑発。その2週間後のロウにて、バティスタとトリプルHのフェイスオフが行われ、反則裁定なしのノー・ホールズ・バード戦を行う事が決定。
また、カート・アングルは本大会をもって引退することが発表された。
2018年11月にサウジアラビアで行われたクラウン・ジュエルでのWWEワールドカップ決勝でザ・ミズの代わりにシェイン・マクマホンが代打出場してそのまま優勝。その後ザ・ミズとタッグを組み、スマックダウンタッグ王座を戴冠。しかし2月17日のエリミネーション・チェンパーでウーソズに敗れ王座陥落し、3月10日のファスト・レーンでも敗退。その際にシェインがザ・ミズを襲撃して仲間割れし、本大会でのシングルマッチが決定した。

## 結果
| No.                                                                             | 結果 | 試合形式                                                                | 時間  |
| ------------------------------------------------------------------------------- | --- | ----------------------------------------------------------------------- | ----- |
| 1P                                                                              | ●バディー・マーフィー (c) vs. トニー・ニース○ | WWEクルーザー級王座戦                                                   | 10:40 |
| 2P                                                                              | カーメラがサラ・ローガンを最後に脱落させ勝利 | 女子バトルロイヤル杯争奪戦                                              | 10:30 |
| 3P                                                                              | ●ザ・リバイバル (ダッシュ・ワイルダー & スコット・ドーソン) (c) vs. カート・ホーキンス & ザック・ライダー○ | WWEロウタッグ王座戦                                                     | 13:20 |
| 4P                                                                              | ブラウン・ストローマンがコリン・ジョストを最後に脱落させ勝利 | アンドレ・ザ・ジャイアント・メモリアル・バトルロイヤル                  | 10:20 |
| 5                                                                               | ●ブロック・レスナー (c) (with ポール・ヘイマン) vs. セス・ロリンズ○ | WWEユニバーサル王座戦                                                   | 2:30  |
| 6                                                                               | ○AJスタイルズ vs. ランディ・オートン● | シングルマッチ                                                          | 16:20 |
| 7                                                                               | ○ウーソズ (ジェイ・ウーソ & ジミー・ウーソ) (c) vs. アリスター・ブラック & リコシェ vs. ザ・バー (セザーロ & シェイマス)● vs. 中邑真輔 & ルセフ (with ラナ)                                                                            | フェイタル・フォー・ウェイ形式WWEスマックダウンタッグ王座戦             | 10:10 |
| 8                                                                               | ○シェイン・マクマホン vs. ザ・ミズ● | フォールズ・カウント・エニウェア戦                                      | 15:30 |
| 9                                                                               | ●ザ・ボス・アンド・ハグ・コネクション (ベイリー & サーシャ・バンクス) (c) vs. ザ・ディーヴァズ・オブ・ドゥーム (ベス・フェニックス & ナタリヤ) vs. アイコニックス (ビリー・ケイ & ペイトン・ロイス)○ vs. ナイア・ジャックス & タミーナ | フェイタル・フォー・ウェイ形式WWE女子タッグ王座戦                       | 10:45 |
| 10                                                                              | ●ダニエル・ブライアン (c) (with ローワン) vs. コフィ・キングストン○ (with ビッグ・E & エグザビア・ウッズ) | WWE王座戦                                                               | 23:45 |
| 11                                                                              | ○サモア・ジョー (c) vs. レイ・ミステリオ● | WWE US王座戦                                                            | 1:00  |
| 12                                                                              | ○ローマン・レインズ vs. ドリュー・マッキンタイア● | シングルマッチ                                                          | 10:10 |
| 13                                                                              | ○トリプルH vs. バティスタ● | ノー・ホールズ・バード戦 トリプルH敗北: レスラーを引退                  | 24:45 |
| 14                                                                              | ○バロン・コービン vs. カート・アングル● | シングルマッチ (アングル引退試合)                                       | 6:05  |
| 15                                                                              | ●ボビー・ラシュリー (c) (with リオ・ラッシュ) vs. フィン・ベイラー○ | WWEインターコンチネンタル王座戦                                         | 4:05  |
| 16                                                                              | ●ロンダ・ラウジー (ロウc) vs. シャーロット・フレアー (SDc) vs. ベッキー・リンチ○ | 勝者総取りトリプルスレット形式WWEロウ女子 & WWEスマックダウン女子王座戦 | 21:30 |
| - (c) – 試合開始時点でのチャンピオンを指す - P – プレショーで行われた試合を指す | |                                                                         |       |

1. ↑  脱落順: マリア・ケネリス, ニッキー・クロス, キャンディス・レラエ, ナオミ, エンバー・ムーン, ラナ, カイリ・セイン, ルビー・ライオット, リブ・モーガン, ゼレーナ・ベガ, ダナ・ブルック, マンディ・ローズ, ミッキー・ジェームス, ソーニャ・デヴィル, アスカ, サラ・ローガン
2. ↑  脱落順: カーティス・アクセル, リンセ・ドラド, タイラー・ブリーズ, EC3, シェルトン・ベンジャミン, ボー・ダラス, ヒース・スレイター, タイタス・オニール, ノー・ウェイ・ホセ, カール・アンダーソン, ライノ, ボビー・ルード, グラン・メタリック, カリスト, チャド・ゲイブル, コナー, ビクター, ルーク・ギャローズ, オーティス, タッカー, ジンダー・マハル, ルーク・ハーパー, ムスタファ・アリ, アポロ・クルーズ, アンドラデ, マット・ハーディ, ジェフ・ハーディ, マイケル・チェ, コリン・ジョスト

### クルーザー級次期挑戦者決定トーナメント
|  | First round 205 Live (2/26, 3/5) | First round 205 Live (2/26, 3/5) | First round 205 Live (2/26, 3/5) |                            |                | Semifinals 205 Live (3/12) | Semifinals 205 Live (3/12) | Semifinals 205 Live (3/12) |  |  | Final 205 Live (3/19) | Final 205 Live (3/19) | Final 205 Live (3/19) |  |
|  |                                  |                                  |                                  |                            |                |                            |                            |                            |  |  |                       |                       |                       |  |
|  | トニー・ニース                   | トニー・ニース                   | Pin                              |                            |                |                            |                            |                            |  |  |                       |                       |                       |  |
|  | トニー・ニース                   | トニー・ニース                   | Pin                              |                            |                |                            |                            |                            |  |  |                       |                       |                       |  |
|  | カリスト                         |                                  |                                  |                            |                |                            |                            |                            |  |  |                       |                       |                       |  |
|  |                                  | トニー・ニース                   | トニー・ニース                   | Pin                        |                |                            |                            |                            |  |  |                       |                       |                       |  |
|  |                                  |                                  |                                  | Pin                        |                |                            |                            |                            |  |  |                       |                       |                       |  |
|  |                                  |                                  | ドリュー・グラック               |                            |                |                            |                            |                            |  |  |                       |                       |                       |  |
|  | The Brian Kendrick               |                                  |                                  |                            |                |                            |                            |                            |  |  |                       |                       |                       |  |
|  |                                  |                                  |                                  |                            |                |                            |                            |                            |  |  |                       |                       |                       |  |
|  | ドリュー・グラック               | ドリュー・グラック               | Sub                              |                            |                |                            |                            |                            |  |  |                       |                       |                       |  |
|  | ドリュー・グラック               | ドリュー・グラック               | Sub                              |                            | トニー・ニース | トニー・ニース             | Pin                        |                            |  |  |                       |                       |                       |  |
|  |                                  |                                  |                                  |                            |                |                            |                            |                            |  |  |                       |                       |                       |  |
|  |                                  |                                  | セドリック・アレクサンダー       |                            |                |                            |                            |                            |  |  |                       |                       |                       |  |
|  | ウンベルト・カリージョ           |                                  |                                  |                            |                |                            |                            |                            |  |  |                       |                       |                       |  |
|  |                                  |                                  |                                  |                            |                |                            |                            |                            |  |  |                       |                       |                       |  |
|  | オニー・ローキャン               | オニー・ローキャン               | Pin                              |                            |                |                            |                            |                            |  |  |                       |                       |                       |  |
|  | オニー・ローキャン               | オニー・ローキャン               | Pin                              | オニー・ローキャン         |                |                            |                            |                            |  |  |                       |                       |                       |  |
|  |                                  |                                  |                                  |                            |                |                            |                            |                            |  |  |                       |                       |                       |  |
|  |                                  |                                  | セドリック・アレクサンダー       | セドリック・アレクサンダー | Pin            |                            |                            |                            |  |  |                       |                       |                       |  |
|  | セドリック・アレクサンダー       | セドリック・アレクサンダー       | セドリック・アレクサンダー       | セドリック・アレクサンダー | Pin            | Pin                        |                            |                            |  |  |                       |                       |                       |  |
|  | セドリック・アレクサンダー       | セドリック・アレクサンダー       |                                  |                            |                |                            |                            |                            |  |  |                       |                       |                       |  |
|  | 戸澤陽                           |                                  |                                  |                            |                |                            |                            |                            |  |  |                       |                       |                       |  |